# Lillesjö (Istrums socken, Västergötland)
Lillesjö är en sjö i Skara kommun i Västergötland och ingår i Göta älvs huvudavrinningsområde.
Lillesjön ligger en dryg kilometer norr om Eggby. Sjön får sitt vatten från Stora Ljungsjön och avrinner mot Acksjön. Sjön passeras i väster av vandringsleden Flämsjön runt. Gården Rämmingstorp ligger 500 meter öster om sjön.